# Archidiocèse de Maceió
L'archidiocèse de Maceió (en latin, Archidioecesis Maceiensis) est une circonscription ecclésiastique de l'Église catholique au Brésil.
Son siège se situe dans la ville de Maceió, capitale de l'État de l'Alagoas.
Depuis le 3 avril 2024, son archevêque est Carlos Alberto Breis Pereira (pt), O.F.M..